# Mount Nilsen
Mount Nilsen är ett berg i Antarktis. Det ligger i Västantarktis. Nya Zeeland gör anspråk på området. Toppen på Mount Nilsen är 610 meter över havet.
Terrängen runt Mount Nilsen är platt åt nordost, men åt sydväst är den kuperad. Trakten är obefolkad.